# Leichtathletik-Weltmeisterschaften 2011/Teilnehmer (Kuba)
| Gelbes Symbol für Goldmedaillen mit stilisierten Olympischen Ringen | Graues Symbol für Silbermedaillen mit stilisierten Olympischen Ringen | Braundes Symbol für Bronzemedaillen mit stilisierten Olympischen Ringen |
| ------------------------------------------------------------------- | --------------------------------------------------------------------- | ----------------------------------------------------------------------- |
| —                                                                   | 1                                                                     | 3                                                                       |

Der kubanische Leichtathletik-Verband stellte bei den Leichtathletik-Weltmeisterschaften 2011 im koreanischen Daegu 31 Teilnehmer.

## Ergebnisse

### Männer

#### Laufdisziplinen
| Athlet          | Disziplin    | Vorlauf | Vorlauf | Halbfinale | Halbfinale | Finale        | Finale        |
| Athlet          | Disziplin    | Zeit    | Platz   | Zeit       | Platz      | Zeit          | Platz         |
| --------------- | ------------ | ------- | ------- | ---------- | ---------- | ------------- | ------------- |
| Michael Herrera | 200 m        | 20,76 s | 19      | 20,75 s    | 13         | ausgeschieden | ausgeschieden |
| William Collazo | 400 m        | 45,89 s | 23      | 46,13 s    | 21         | ausgeschieden | ausgeschieden |
| Dayron Robles   | 110 m Hürden | 13,42 s | 7       | 13,32 s    | 3          | DSQ           | DSQ           |
| Omar Cisneros   | 400 m Hürden | 49,69 s | 19      | 50,10 s    | 21         | ausgeschieden | ausgeschieden |

#### Sprung/Wurf
| Athlet             | Disziplin      | Qualifikation | Qualifikation | Finale        | Finale        |
| Athlet             | Disziplin      | Weite/Höhe    | Platz         | Weite/Höhe    | Platz         |
| ------------------ | -------------- | ------------- | ------------- | ------------- | ------------- |
| Víctor Moya        | Hochsprung     | 2,21 m        | 28            | ausgeschieden | ausgeschieden |
| Lázaro Borges      | Stabhochsprung | 5,65 m        | 1             | 5,90 m NR     | Silber        |
| Yoandri Betanzos   | Dreisprung     | 17,01 m       | 8             | 16,67 m       | 11            |
| Alexis Copello     | Dreisprung     | 17,31 m       | 1             | 17,47 m       | 4             |
| Arnie David Giralt | Dreisprung     | 16,74 m       | 13            | ausgeschieden | ausgeschieden |
| Carlos Véliz       | Kugelstoßen    | 20,24 m       | 9             | 19,70 m       | 11            |
| Jorge Fernández    | Diskuswurf     | 64,94 m       | 4             | 63,54 m       | 8             |
| Guillermo Martínez | Speerwurf      | 83,77 m       | 1             | 84,30 m       | Bronze        |

#### Zehnkampf
| Athlet          | Disziplin | 100 m      | Weit- sprung | Kugel- stoßen | Hoch- sprung | 400 m   | 110 m Hürden | Diskus- wurf | Stabhoch- sprung | Speer- wurf | 1500 m      | Punkte  | Platz  |
| --------------- | --------- | ---------- | ------------ | ------------- | ------------ | ------- | ------------ | ------------ | ---------------- | ----------- | ----------- | ------- | ------ |
| Yordanis García | Ergebnis  | 10,85 s SB | 6,56 m       | 14,93 m       | 2,02 m       | 49,64 s | 14,70 s      | DNS          | -                | -           | -           | -       | DNF    |
| Yordanis García | Punkte    | 894        | 711          | 785           | 822          | 831     | 886          | 0            | -                | -           | -           | -       | DNF    |
| Leonel Suárez   | Ergebnis  | 11,07 s    | 7,33 m SB    | 14,54 m SB    | 2,05 m       | 49,17 s | 14,29 s SB   | 46,25 m      | 5,00 m PB        | 69,12 m SB  | 4:24,16 min | 8501 SB | Bronze |
| Leonel Suárez   | Punkte    | 845        | 893          | 761           | 850          | 853     | 937          | 793          | 910              | 876         | 783         | 8501 SB | Bronze |

### Frauen

#### Laufdisziplinen
| Athletin                                                    | Disziplin | Vorlauf        | Vorlauf | Halbfinale    | Halbfinale    | Finale        | Finale        |
| Athletin                                                    | Disziplin | Zeit           | Platz   | Zeit          | Platz         | Zeit          | Platz         |
| ----------------------------------------------------------- | --------- | -------------- | ------- | ------------- | ------------- | ------------- | ------------- |
| Nelkis Casabona                                             | 100 m     | 11,45 s        | 32      | ausgeschieden | ausgeschieden | ausgeschieden | ausgeschieden |
| Nelkis Casabona                                             | 200 m     | 23,21 s        | 22      | 23,32 s       | 19            | ausgeschieden | ausgeschieden |
| Daisurami Bonne                                             | 400 m     | 53,69 s        | 28      | ausgeschieden | ausgeschieden | ausgeschieden | ausgeschieden |
| Aymée Martínez                                              | 400 m     | 53,67 s        | 27      | ausgeschieden | ausgeschieden | ausgeschieden | ausgeschieden |
| Aymée Martínez Diosmely Peña Susana Clement Daisurami Bonne | 4 × 400 m | 3:26,74 min SB | 9       |               |               | ausgeschieden | ausgeschieden |

#### Sprung/Wurf
| Athletin           | Disziplin      | Qualifikation | Qualifikation | Finale        | Finale        |
| Athletin           | Disziplin      | Weite/Höhe    | Platz         | Weite/Höhe    | Platz         |
| ------------------ | -------------- | ------------- | ------------- | ------------- | ------------- |
| Dailis Caballero   | Stabhochsprung | 4,40 m        | 23            | ausgeschieden | ausgeschieden |
| Yarisley Silva     | Stabhochsprung | 4,55 m        | 9             | 4,70 m NR     | 5             |
| Dailenys Alcántara | Dreisprung     | 13,78 m       | 23            | ausgeschieden | ausgeschieden |
| Mabel Gay          | Dreisprung     | 14,53 m       | 2             | 14,67 m PB    | 4             |
| Yargelis Savigne   | Dreisprung     | 14,62 m       | 1             | 14,43 m       | 6             |
| Yarianna Martínez  | Dreisprung     | 14,07 m       | 13            | ausgeschieden | ausgeschieden |
| Misleydis González | Kugelstoßen    | 18,24 m       | 16            | ausgeschieden | ausgeschieden |
| Mailín Vargas      | Kugelstoßen    | 18,27 m       | 15            | ausgeschieden | ausgeschieden |
| Yarelys Barrios    | Diskuswurf     | 63,80 m       | 3             | 65,73 m SB    | Bronze        |
| Denia Caballero    | Diskuswurf     | 60,36 m       | 9             | 60,73 m       | 9             |
| Yipsi Moreno       | Hammerwurf     | 73,29 m       | 2             | 74,48 m SB    | 4             |
| Yanet Cruz         | Speerwurf      | 56,73 m       | 23            | ausgeschieden | ausgeschieden |